# Нефёдкин, Александр Константинович
Алекса́ндр Константи́нович Нефёдкин (род. 13 января 1968, Ленинград) — российский историк, исследователь военного дела греков, македонян, персов, сарматов, готов, чукчей, эскимосов и тунгусов; а также отдельных родов войск (мегаристов, элефантерии, конницы и тяжёлой пехоты); переводчик античных военных трактатов; доктор исторических наук (октябрь 2007).

## Биография
Родители: мать С. Я. Нефёдкина (1940—2003) — инженер-технолог по пошиву верхней одежды, отец К. Я. Нефёдкин (1937—1985) — машинист экскаватора; бабка со стороны матери— кассир М.-Б. Б. Розентулер (1908—1999), дед— пекарь, позднее директор магазина Я. С. Розентулер (1906—1942), погиб в блокаду. Заинтересовался военной историей в третьем классе начальной школы, с четвёртого класса — древней военной историей, как античной, так и восточной. В детстве активно играл в солдатики, собирал изображения воинов, перерисовывая их в альбомы. Будучи учеником 8—9-го классов, посещал Малый исторический факультет ЛГУ, где за два года прослушал курсы лекций Евгения Анастасовича Круглова по истории древней Греции и Рима, написав итоговые работы по греко-персидским и галльским войнам. После окончания девятимесячных подготовительных курсов поступил на исторический факультет ЛГУ в 1988 г. Курсовые работы, кроме первого курса, когда его интересовала армия Третьей республики во Франции, писал по древнегреческому оружию (щитам, шлемам и панцирям). Окончил с отличием кафедру истории древней Греции и Рима; дипломную работу, посвящённую древнегреческим колесницам, написал под руководством профессора Э. Д. Фролова. Тут же окончил аспирантуру в 1997 г. и в феврале 1998 г. защитил кандидатскую диссертацию «Боевые колесницы в Древней Греции (XVI—I вв. до н. э.)».
В 1997—2006 гг. преподавал древнегреческий язык и библейскую археологию в Богословской академии и Теологическом институте Церкви Ингрии, историю в гимназии № 70, на историческом факультете СПбГУ читал спецкурсы по античному военному делу (1995—2004 гг.). В 2006—2008 гг. под формальным руководством профессора Фрайбургского университета Х.-Й. Герке работал по гранту Фонда Гумбольдта над докторской диссертацией «Конница эпохи эллинизма (военный и социальный аспект)», которую успешно защитил в октябре 2007 г. в Ставропольском государственном университете. Эта работа в значительно дополненном виде была издана отдельной монографией лишь в 2019 г.
C 2013 г. — главный редактор санкт-петербургского военно-исторического журнала «Parabellum novum», который с этого момента стал научным изданием.
С конца 2016 г. — научный сотрудник научно-исследовательской Лаборатории исторической антропологии Белгородского государственного национального исследовательского университета.
В марте 2018 г. получил первую премию 12-го литературного конкурса имени Ю. С. Рытхэу в номинации «публицистика» за тетралогию книг по истории и культуре Чукотки, изданных в 2016—2017 гг.
Автор более 280 научных и научно-популярных работ по военному делу на русском и английском языках (включая 32 книг, из которых 17 — монографии, 2 — публикации документов и фольклора и 8 — переводы с древне- и среднегреческого и латыни), некоторые статьи переведены на французский и испанский языки, а книги по Чукотке — на английский. В частности, он сделал первые переводы с древне- и среднегреческого на русский язык «Тактик» Асклепиодота, Элиана, Арриана и Михаила Пселла, «Кинегетика» Арриана, «Кестов» Юлия Африкана, «Кинософиона» Димитрия Пепагомена, «Тактикона» и «Изыскания» Урбикия, «Стратегики» Никифора Фоки и анонимного трактата «О доблестных женщинах». Говорит на английском и немецком языках, читает на древнегреческом, латинском и французском. Не женат, детей нет.

## Монографии
- Нефёдкин А. К. Боевые колесницы и колесничие древних греков (XVI—I вв. до н. э.). — СПб.: Центр «Петербургское востоковедение», 2001. — 528 с. — 1000 экз. — ISBN 5-85803-181-1. Архивировано 17 декабря 2014 года.
- Полиэн. Стратегемы / Пер. под общей ред. А. К. Нефёдкина. — СПб.: Евразия, 2002. — 608 с. — 2000 экз. — ISBN 5-8071-0097-2.
- Нефёдкин А. К. Военное дело чукчей (середина XVII — начало XX в.). — СПб.: Петербургское востоковедение, 2003. — 352 с. — (Ethnographica Petropolitana. X). — 800 экз. — ISBN 5-85803-244-3.
- Нефёдкин А. К. Под знаменем дракона: Военное дело сарматов во II в. до н. э. — V в. н. э.. — СПб.: Петербургское Востоковедение; М.: Филоматис, 2004. — 192 с. — (Militaria antiqua, V). — 2000 экз. — ISBN 5-85803-261-3. — ISBN 5-98111-019-8.
- Никифор II Фока. Стратегика / Пер. со среднегреческого и комментарии А. К. Нефёдкина. — СПб.: Алетейя, 2005. — 288 с. — (Византийская библиотека. Источники). — 1000 экз. — ISBN 5-89329-802-4.
- Арриан. Тактическое искусство = Arrianou techne taktike: Flavii Аrriani ars tactica / Перевод, комментарии, вступительные статьи А. К. Нефёдкина. — СПб.: Факультет филологии и искусств СПбГУ; Нестор-История, 2010. — 286 с. — (Fontes scripti antiqui). — 1000 экз. — ISBN 978-5-8465-0929-0. — ISBN 978-5-98187-529-8.
- Нефёдкин А. К. Военное дело сарматов и аланов (по данным античных источников). — СПб.: Филологический факультет СПбГУ; Нестор-История, 2011. — 304 с. — (Historia militais). — 800 экз. — ISBN 978-5-8465-1158-3. — ISBN 978-5-981-876-3.
- Нефёдкин А. К. Победители легионов: Военное дело готов. — М.: Эксмо, 2012. — 224 с. — (Легионы в бою. Римские войны). — 3100 экз. — ISBN 978-5-699-46744-0.
- Аноним. О военных делах = Anonymi auctoris de rebus bellicis / Пер. под общей ред. А. К. Нефёдкина. — СПб.: Алетейя, 2014. — 248 с. — (Античная библиотека. Источники). — 1000 экз. — ISBN 978-5-91419-813-5.
- Героический эпос народов Чукотки / Составитель А. К. Нефёдкин. — СПб.: Лема, 2016. — 370 с. — 500 экз. — ISBN 978-5-00105-058-2.
- Неопубликованные материалы по истории Чукотки XVIII века / Составитель А. К. Нефёдкин. — СПб.: Лема, 2016. — 376 с. — 500 экз. — ISBN 978-5-00105-059-9.
- Alexander K. Nefёdkin. Warfare of the Chukchi (mid-17th to Early 20th Century) / Translated by Richard L. Bland. — Anchorage: US Department of Interior, National Park Service, Shared Beringian Heritage Program, [2016]. — 303 p. — тираж не указан.
- Нефёдкин А.К. Очерки военно-политической истории Чукотки (начало I тыс. н. э. - XIX в.). — СПб.: Петербургское Востоковедение, 2016. — 368, [2] с. — 1000 экз. — ISBN 978-5-85803-491-9.
- Нефёдкин А.К. Военная культура чукчей (середина XVII- середина XX в.). — СПб.: Лема, 2017. — 456, [4] с. — 500 экз. — ISBN 978-5-00105-098-8.
- Нефёдкин А.К. Готы. Первая полная энциклопедия. — М.: Эксмо; Яуза, 2017. — 288 с. — (Лучшие воины в истории). — 1500 экз. — ISBN 978-5-699-98294-3.
- Нефёдкин А.К. Военное дело чукчей: Первая иллюстрированная энциклопедия. — 3-е изд.. — М.: Яуза; Эксмо; Якорь, 2017. — 496 с. — (Лучшие воины в истории). — 1000 экз. — ISBN 978-5-04-088815-3.
- Нефёдкин А. К. Сарматы: Первая тяжёлая конница степей. — М.: Яуза, 2018. — 320 с. — (Лучшие воины в истории) — 1000 экз. — ISBN 978-5-04-093284-9.
- Нефёдкин А. К. Конница эпохи эллинизма. — СПб.: Издательство РГПУ им. А. И. Герцена, 2019. — 784 с. — (Historia militaris) — тираж не указан — ISBN 978-5-8064-2707-7.
- Нефёдкин А. К. Военное дело в Древней Греции. — М.: ИД «Клио», 2019. — 378 с. — 350 экз. — ISBN 978-5-906518-3.
- Нефёдкин А. К. Боевые колесницы с серпами: «Тяжёлые танки Древнего мира». М.: Яуза, 2020. — 304 с. — (Лучшие воины в истории) — 1200 экз. — ISBN 978-5-9955-1029-1.
- Alexander K. Nefedkin. Warfare in the Russian Arctic: The Military History of Chukotka from the Early First Millennium to the Nineteenth Century / Translated by Richard L. Bland. — Washington; London: Academica Press[англ.], 2020. — 448 p. — илл. — тираж не указан — ISBN 978-1-68053-143-5.
- Нефёдкин А. К. Изучение древнего военного искусства в России и странах СНГ (XVIII — начало XXI в.). Библиография. СПб.: Петербургское Востоковедение, 2020. — 468 с. — 215 илл. — тираж — 300 экз. — ISBN 978-5-85803-538-1.
- Нефёдкин А. К. Готы. Первая полная энциклопедия. — 2-е изд. М.: Эксмо; Яуза, 2021. — 288 с. — (Лучшие воины в истории). — 800 экз. — ISBN 978-5-04-116826-1.
- Нефёдкин А. К. Животные в войнах Древнего мира. М.: Эксмо; Яуза, 2021. — 272 с. — (Лучшие воины в истории) — 800 экз. — ISBN 978-5-04-119685-1.
- Полиэн. Стратегемы / Пер. под общей ред. А. К. Нефёдкина. — Изд. 2-е. — СПб.: Евразия, 2021. — 768 с. — 1000 экз. — ISBN 978-5-8071-0502-8.
- Нефёдкин А. К. Военное дело древних персов. М.: Эксмо; Яуза, 2022. — 272 с. — (Лучшие воины в истории) — 1000 экз. — ISBN 978-5-04-162522-1.
- Элиан. Тактическая теория / перевод с древнегреческого, вступительная статья и комментарии А. К. Нефёдкина. — Санкт-Петербург : Евразия, 2022. — 254 с., илл. — 800 экз. — ISBN 978-5-8071-0574-5.
- Ксенофонт. Кинегетик / пер. Г. А. Янчевецкого; Арриан. Кинегетик; Димитрий Пепагомен. Кинософион / пер. А. К. Нефёдкина; статьи и комментарии А. К. Нефёдкина. — Санкт-Петербург : Евразия, 2022. — 350 с., илл. — 800 экз. — ISBN 978-5-8071-0573-8.
- Нефёдкин А. К. Prosopographia Tschucotica: Историко-биографический справочник жителей Чукотки (середина XVII — первая четверть XX в.). СПб.: Алмаз-Граф, 2022. — 736 с. — 300 экз. — ISBN 978-5-604-87512-4.
- Нефёдкин А. К. Изучение военного дела древних греков в историографии середины XV — первой четверти XXI в. СПб.: Изд-во «Петербургское востоковедение», 2023. — 700 с. — 300 экз. — ISBN 978-5-85803-616-6.
- Юлий Африкан. Кесты / Перевод, статьи, комментарии А. К. Нефёдкина. (Orbis terrarum. Pars Orientis). СПб.: Евразия, 2025. 416 с. 500 экз. ISBN 978-5-8071-0625-5.
- Ксенофонт. Обязанности гиппарха. О верховой езде / Переводы, статьи и комментарии А. К. Нефёдкина, В. В. Понарядова. (Orbis terrarum. Pars Orientis). СПб.: Евразия, 2025. 320 с., 500 экз. ISBN 978-5-8071-0625-4.